# Derrick O’Connor
Derrick O’Connor (* 3. Januar 1941 in Dublin, Irland; † 29. Juni 2018 in Santa Barbara, Kalifornien) war ein irischer Schauspieler. Seine bekannteste Filmrolle ist die des südafrikanischen Handlangers „Pieter Vorstedt“ in Brennpunkt L.A.

## Leben
O’Connor wuchs in London auf und wohnte zuletzt mit seiner Familie in San Francisco. Er hatte seine Ursprünge am Theater, er führte unter anderem bei Stücken von Samuel Beckett Regie, schrieb selbst Theaterstücke und stand auch häufig auf der Bühne. Er absolvierte viele Auftritte in Edinburgh, Stratford-on-Avon und Londons West End. Seine lange und erfolgreiche Karriere umfasst zahlreiche Hauptrollen in den USA, Großbritannien und Australien in Film und Fernsehen. Einem größeren Publikum wurde er für seine Rollen in drei Terry Gilliam Filmen bekannt. Er spielte auch Jack Stone in der The Professionals Episode „Du bist in Ordnung“. Weitere kleinere Rollen hatte er unter anderem in bekannten Filmen wie Fluch der Karibik 2, Brazil oder Daredevil.
Er war bekannt dafür, dass er vor der Kamera seine Textzeilen sehr verkürzte oder ganz wegließ, und dafür lieber seinen Körper und seine eindrucksvolle Mimik sprechen ließ. Gilliam, der O’Connor in drei Filmen besetzt hatte, bemerkte in seinen Audiokommentaren, dass O’Connor die Angewohnheit hatte, den Großteil seiner Dialoge zugunsten des Humors zu nutzen. Bemerkenswerte Beispiele sind Time Bandits und Brazil, in denen er seinen Dialog entweder auf einfache Grunzer reduzierte oder einfach nur den Dialog von Bob Hoskins wiederholte.
O’Connor unterstützte das unabhängige Filmemachen als eine wichtige Plattform für aufstrebende Talente, um eine gesunde Zukunft für die Filmindustrie zu gewährleisten.
Er starb am 29. Juni 2018, im Alter von 77 Jahren, an Lungenentzündung in Santa Barbara, Kalifornien. Er war verheiratet und hatte einen Sohn.
Als Theaterschauspieler war O’Connor u. a. Mitglied der Royal Shakespeare Company.

## Filmografie (Auswahl)
- 1969: Der Experte (The Expert, Fernsehserie, Episode: No Home in the City)
- 1969–1970: Task Force Police (3 Episoden)
- 1973: Once Upon a Time (Serie)
- 1974: The Final Programme
- 1975: Die Füchse (The Sweeney, Fernsehserie, 1 Episode)
- 1977: Jabberwocky
- 1979: Bloody Kids
- 1980: Hawk the Slayer
- 1981: Time Bandits
- 1982: Der Missionar (The Missionary)
- 1982: Die Profis (The Professionals, Fernsehserie, 1 Folge)
- 1984: Johannes Paul II. – Sein Weg nach Rom (Pope John Paul II)
- 1985: Brazil
- 1987: Hope and Glory
- 1989: Dealers
- 1989: Brennpunkt L.A. (Lethal Weapon 2)
- 1993: Stephen Kings Stark (The Dark Half)
- 1995: Ein amerikanischer Quilt (How to Make an American Quilt)
- 1998: Octalus – Der Tod aus der Tiefe (Deep Rising)
- 1999: End of Days – Nacht ohne Morgen (End of Days)
- 2003: Daredevil
- 2006: Unrest
- 2006: Pirates of the Caribbean – Fluch der Karibik 2 (Pirates of the Caribbean: Dead Man’s Chest)
- 2007: The Blue Hour